# チアジアゾール
チアジアゾール(Thiadiazoles)は、2つの窒素原子、1つの硫黄原子、2つの二重結合からなる五員環で構成される複素環式化合物で、アゾールに分類される。チアジアゾールという名前は、ハンチュ-ウィドマン命名法による。ヘテロ原子の相対的な位置により、4つの構造がある。これらは相互変換しないため、互変異性ではなく、構造異性体である。これらの化合物は、ほぼ合成されず、特定の用途も持たないが、これらを構造モチーフとして持つ医薬品は多い。

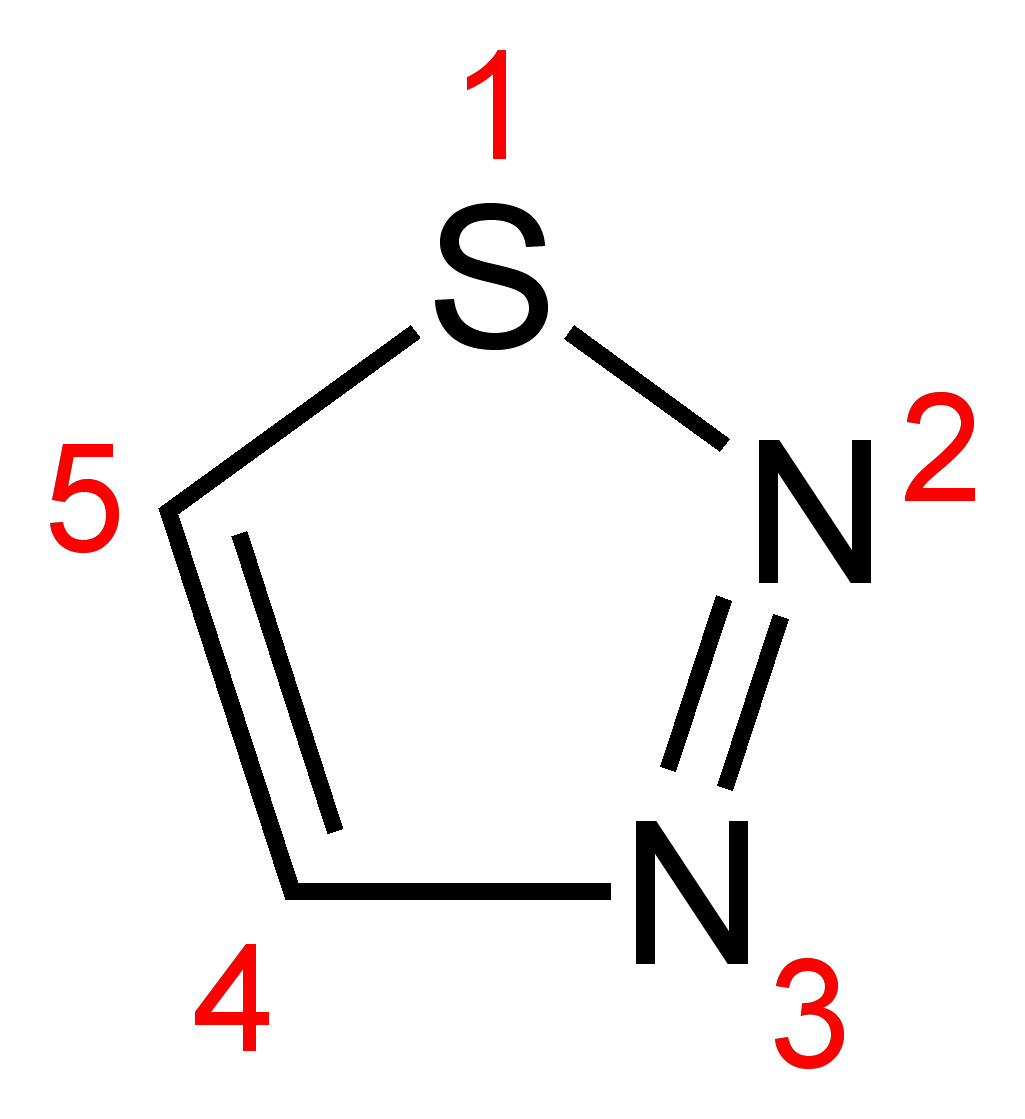
1,2,3-チアジアゾール
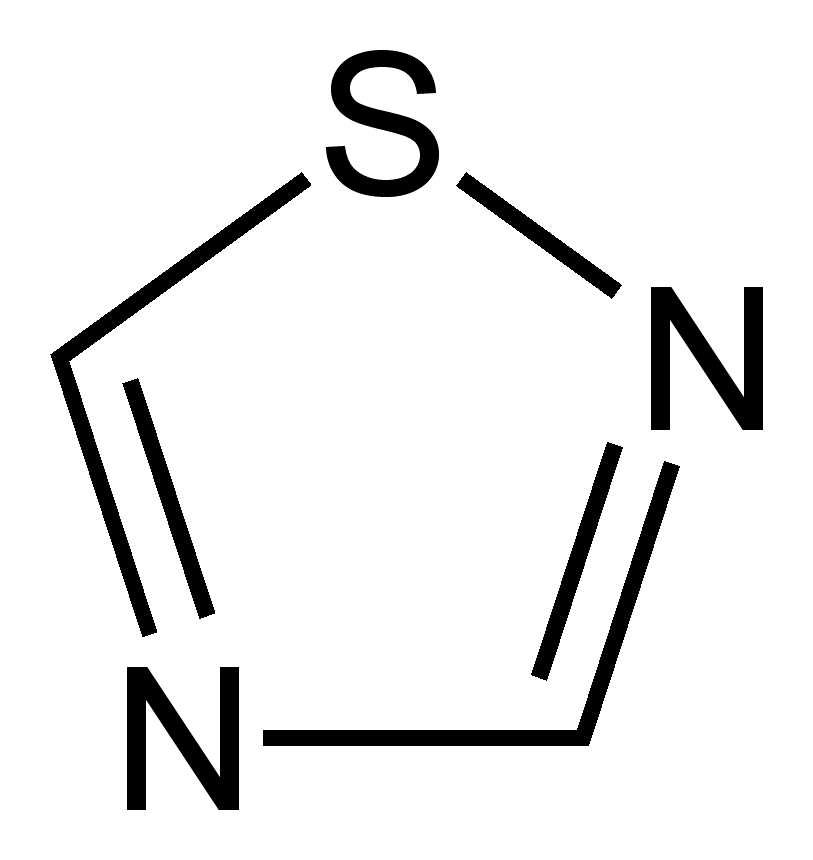
1,2,4-チアジアゾール
1,2,5-チアジアゾール
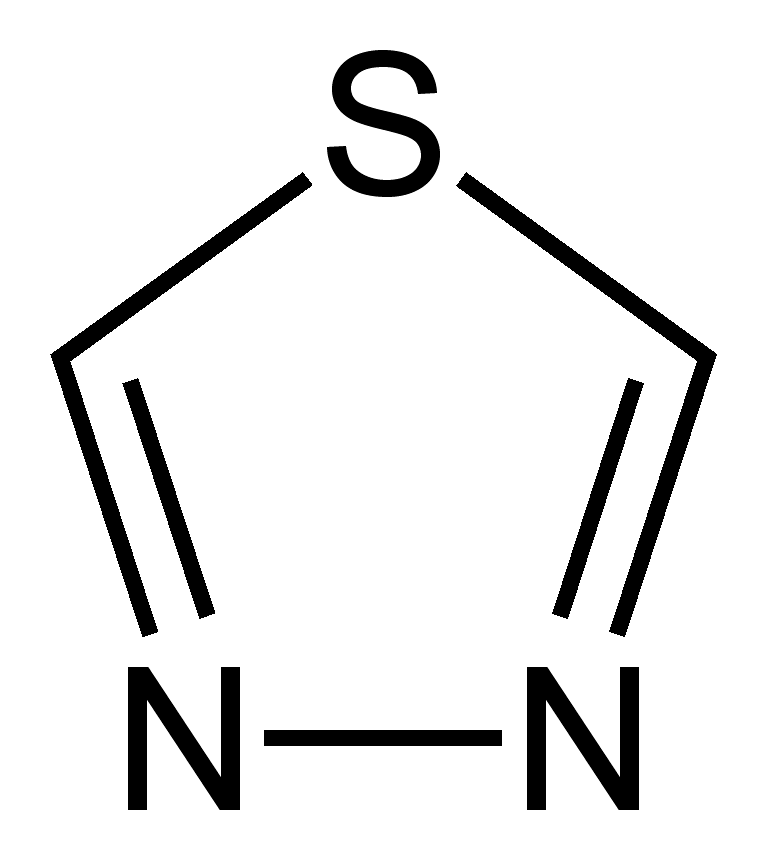
1,3,4-チアジアゾール